# Friedrich Wilhelm Stahl
Friedrich Wilhelm Stahl (* 7. August 1798 in Schwarzensee, jetzt Ortsteil von Strasburg in der Uckermark, jetzt: Landkreis Vorpommern-Greifswald in Mecklenburg-Vorpommern; † 19. Januar 1867 in Rüdersdorf bei Berlin) war ein preußischer Offizier, Kgl. Preußischer Oberförster, Forstwissenschaftler und Sachbuchautor.

## Abstammung, Familie
Stahl war der Sohn eines Försters in Gräflich von Redernschen Diensten.
1842 vermählte er sich mit Emilie Auguste Lüdke (Luedke) (1814–1865), Tochter des Oberamtmanns aus Altlandsberg bei Berlin Karl Friedrich Wilhelm Lüdke. Stahl hinterließ bei seinem Tod 8 Kinder. Davon hatte der älteste Sohn Hermann Stahl seine Studien als Forstmann schon beendet, die er 1863 in Neustadt-Ebersfelde begonnen hatte. Er war später Oberförster in Karlsbrunn im ehemaligen Regierungsbezirk Trier.
Der Bruder Gustav Stahl, früher Gräflich von Redernscher, danach Königlicher Förster zu Gadow, jetzt ein Ortsteil der Gemeinde Lanz des Amtes Lenzen-Elbtalaue im Landkreis Prignitz in Brandenburg ist ebenfalls als Schriftsteller hervorgetreten mit dem Handbuch der Forstwissenschaft und einem Buch über die Stellung der preußischen Förster.

## Jugend, Schulzeit und Berufsausbildung
Von frühester Jugend an waren er und sein Bruder von ihrem Vater für das Forstfach bestimmt worden. Aus der ersten Klasse der Königlichen Realschule, aus der das Friedrich-Wilhelms-Gymnasium in Berlin hervorgegangen ist, ging Stahl ab und kam 1813 zu dem Gräflich von Redernschen Revierförster Feist in Görlsdorf, jetzt Ortsteil von Angermünde, in die Lehre.

## Berufliche Tätigkeiten

### Militärzeit
Nach Beendigung der dreijährigen Lehrzeit trat er in der Absicht, durch eine 20-jährige Militärdienstzeit Anspruch auf die Anstellung als Unterförster zu erwerben, als Jäger in das Königliche Garde-Jäger-Bataillon ein. Im Frühjahr 1817 wurde er zum 2. (Magdeburgischen) Jäger-Bataillon versetzt, das nach Beendigung der Befreiungskriege bis Dezember 1818 als Besatzungstruppe in Frankreich verblieb. Nach Beendigung des Einsatzes in Frankreich verlegte man das Bataillon in die Heimat, um dort die neue Garnison in Halle (Saale) zu beziehen.
Im Jahre 1820 wurde er zum Oberjäger, im Jahre 1821 zum Portepeefähnrich ernannt. 1822 erfolgte die Aufnahme in den Offizierstand durch die Beförderung zum Seconde-Lieutenant. Wegen seiner Mittellosigkeit wurden die Mittel für die Offiziers-Equipage (persönliche Ausstattung eines Offiziers mit Bekleidung und Handwaffen) sowie die Anschaffung der Dienstpferde auf „Allerhöchster Cabinetts-Ordre“ durch Anordnung des Königs persönlich aus dem Militärfond bestritten.
Weil er vorläufig den ursprünglichen Plan, Förster zu werden, aufgab, erwarb er die notwendigen militärischen Kenntnisse durch den Besuch der Divisionsschule in Magdeburg. Danach brachte er das bisher vernachlässigte Milttär-Rechnungswesen in Ordnung und wurde zum Rechnungsführer ernannt. Dieses Amt verwaltete er 10 Jahre lang. Daneben wurden er Adjutant und führe die Justizgeschäfte des Bataillons anstelle eines Auditeurs. Er war Mitglied der Prüfungskommission zur Prüfung der Qualifikation zum Oberjäger und der Freiwilligen zum Landwehroffizier. Schließlich erlernte er durch eine einjährige Lehrzeit bei einem Büchsenmacher das Büchsenmacherhandwerk und wurde danach zum Mitglied der Gewehr-Reparatur-Commission ernannt.
Trotz dieser Aufgaben gab er sein Ziel, Förster zu werden, nicht auf. Neben praktischen Tätigkeiten in Forstbetrieben hörte er stets einige mathematische, juristische und kameralistische Vorlesungen an der Universität zu Halle.
Die Julirevolution von 1830 in Frankreich, die Belgische Revolution und die dadurch veranlasste Besetzung der belgischen Grenze, wozu auch die 4. Jägerabteilung des Bataillons eingesetzt wurde, ließen den Ausbruch eines Krieges mit Preußen erwarten, sodass Stahl es für unerträglich erschien, seine Verabschiedung zu erbitten.

### Königlicher Oberförster
Nachdem das Bataillon aber wieder nach Halle zurückgekehrt war, gestattete das Königliche Finanzministerium den kostenfreien Besuch der Forstlehranstalt zu Neustadt-Eberswalde, machte aber den Austritt aus dem aktiven Militärdienst zu Bedingung. Nach 17-jähriger Dienstzeit ernannte der König Stahl durch Allerhöchste Cabinetts-Ordre vom 10. Februar 1834 zum Premier-Lieutenant. Ihm wurde eine Jahrespension von 120 Thalern bewilligt. Weiterhin erhielt er die Erlaubnis, die Uniform der 4. Jägerabteilung weiter zu tragen.
Von Ostern 1834 bis Ende 1835 besuchte er die vorgenannte Forstlehranstalt. Nachdem ihm als Probearbeit die Betriebsregulierung der königlichen Oberförsterei in Linchen/Regierungsbezirk Cöslin übertragen worden war, bestand er im Dezember 1836 das forstliche Staatsexamen. Er wurde zwecks weiterer Ausbildung auf mehreren königlichen Oberförstereien eingesetzt und danach als „Hilfsarbeiter“ in das Finanzministerium berufen. Dort war er mit der Revision der Regulierungsarbeiten (Kanalisationsarbeiten, Straßenbauarbeiten, Entwässerungsarbeiten usw.) verschiedener Forstreviere beauftragt. 1840 wurde er zum Oberförster ernannt, und ihm wurde die Verwaltung der damaligen Königlichen Oberförsterei in Rietschen im Regierungsbezirk Liegnitz übertragen. Dieses Amt wurde aber durch einen Vertreter verwaltet, weil der Oberlandforstmeister Karl August von Reuß (1793–1874) ihn weiterhin im Finanzministerium benötigte, sodass Stahl bis 1841 noch die Taxations-Revisionen verschiedener Reviere im Regierungsbezirk Gumbinnen ausführte.
Aus gesundheitlichen Gründen rieten die Ärzte von der sitzenden Tätigkeit ab und schlugen ihm mehr Bewegung im Freien vor. Deshalb wurde Stahl zum 1. Mai 1841 die Verwaltung der Oberförsterei Rüdersdorf übertragen. Von 1837 bis 1857 war das Amt Rüdersdorf und somit auch die dortige Oberförsterei mit dem Amt Alt-Landsberg vereinigt. Dort lernte er seine Frau Auguste Lüdke, die unverheiratete Schwester des dortigen Oberamtmanns Gustav Germanus Lüdke kennen, die er ein Jahr später heiratete.
Bei seinen vielfachen vorher durchgeführten taxatorischen Arbeiten hatte er schon längst ein auf genauere Messungen und Berechnungen gegründetes Verfahren zur Aufnahme stehender Holzbestände und Ermittlung des Holzgehalts stehender Holzbestände vermisst. Er begann schon in den ersten Jahren seiner Anstellung mit den zur Ausstellung einer dazu geeigneten Tafel notwendigen Arbeiten, indem er im eigenen Revier für die Kiefer die dazu erforderlichen Untersuchungen angestellt oder auf anderen preussischen Revieren, aber auch durch die Zusammenarbeit mit dem kgl. Bay. Forstkommissar und Forstrat Anton von Spitzel aus dem Königlich bayerischen Ministerial-Forsteinrichtungsbüro, von dem er entsprechende Berechnungen aus der bayerischen Forstverwaltung erhielt.
Um für seine schriftstellerische Tätigkeit die nötige Zeit zu haben, lehnte er die Beförderung zum Forstinspektionsbeamten ab und schlug die ihm im Jahre 1847 angebotene Forstinspektionsstelle in Königsberg und später in Bonn aus.
Aus diesen Arbeiten sind dann die im Jahre 1852 zu Berlin erschienenen Massentafeln hervorgegangen. Im Jahre 1856 erschien die erste Auflage der Kubik-Tabelle, welche dann in 5 Auflagen durch verschiedene Tabellen vermehrt und verbessert wurde. Daneben beschäftigte er sich noch vielfach mit anderen forstlichen und mathematischen Arbeiten, von denen nur ein kleiner gedruckt vorliegt.
Teilweise wurden seine Erkenntnisse kritisch aufgenommen. Andererseits wurden die Tafeln sehr positiv aufgenommen,
Im Jahre 1853 übernahm er im Auftrage der königlichen Finanzministeriums die Ausführung einer Waldwertberechnung von dem zur Veräußerung bestimmten Forstrevier Rietschen, für welches er im Jahre 1840 Uhr zum Oberförster bestellt wurde und das er nun zum ersten Mal sah.
Bis 1872 galt in Preußen noch das alte System für Maße und Gewichte, das dann durch das metrische System abgelöst wurde. Zur Vorbereitung auf diesen Systemwechsel wollte Stahl seine Tabellen umrechnen. Zur Veröffentlichung ist es aber nicht mehr gekommen.
Oberförster Stahl war es, der 1848 den ersten Schützenverein in Rüdersdorf gründete.
Im Jahre 1863 verlieh ihm der König den Roten Adler Orden der 4. Klasse.
Bereits im Jahre 1863 erkrankte er an einer heftigen Lungenentzündung. Zur Erleichterung seiner Dienstführung wurde ihm der spätere Oberförster in Hilchenbach und preußische Oberforstmeister und Direktor der Königlich Preußischen Forstakademie Hann. Münden, August Peter Bernhardt, (1831–1879) als Assistent bestellt.
Stahl starb 1867 durch einen Gehirnschlag.

## Werke

### Schriftstellerische Tätigkeit
- Stahl, Oberförster zu Rüdersdorf, Neues Verfahren, bei der Betriebsregulierung und Ertragsberechnung der Hochwaldungen, die Hokzbestände zu beschreiben und Holzertragstafeln aufzustellen, in: Forstliche Blätter, 1862, Bd. 4 S. 90–122, online
- Stahl, Oberförster zu Rüdersdorf, Kluppe und Meßbrett, in: Forstliche Blätter, 1863, Bd. 6, S. 138–165 online
- Stahl, Oberförster zu Rüdersdorf, Beiträge zur Holzertragskunde: Neues Verfahren bei der Betriebsregulirung und Ertragsberechnung der Hochwaldungen die Holzbestände zu beschreiben und Holzertragstafeln (Erfahrungstafeln) aufzustellen. Berechnung des Geldwerthes des mittelmäßigen Kiefernbodens im Forstrevier Rüdersdorf bei verschiedenen Umtriebszeiten. Kuppe und Meßbrett (Baumhöhenmesser) deren Anfertigung und Gebrauch, Berlin 1865, digital: [12]
- Stahl, kgl. Preuß. Oberförster in Rüdersdorf bei Berlin, Massentafeln zur Bestimmung des Holzgehaltes stehender Bäume: nebst Anleitung, den Masseninhalt liegender und stehender Bäume, so wie ganzer Holzbestände zu ermitteln, Berlin 1852, digital [12]
- Stahl, Die praktische Anwendung von Stahl's Massentafeln, in: Allgemeine Forst und Jagdzeitung, Band 42, 1866 S. 294ff, digital:
- Stahl, Tafel zu Bestimmung des Holzgehaltes stehender Kiefernstämme, in: Allgemeine Forst- und Jagdzeitung, Band 16, 1850, S. 326, digital:

### Erfindungen
Stahl verbesserte die Friederich'sche Kluppe, durch ein Messinstrument, das sich dadurch unterschied, dass sie noch eine Noniusvorrichtung enthielt, um für genauere Messungen noch kleinere Dimensionen ablesen zu können. Sie wurde „Kluppe von Stahl“ genannt.
Der Rüdersdorfer Waldpflug stammt ebenfalls von Stahl.
Das von Stahl erfundene Meßbrett bei Baumhöhenmessungen wurde in der Literatur besonders empfohlen.

## Biographien
- Julius Theodor Grunert, Lebenslauf des Königlichen Preuß. Oberförsters Heinrich Friedrich Wilhelm Stahl zu Rüdersdorf, Nachruf in: Forstliche Blätter: Zeitschrift für Forst- u. Jagdwesen, Band 14, Nr. 19 (Personalien), 1867, S. 223 ff. digital: [17]

- Albrecht Minik, Im Dienst am Wald: Lebenswege und Leistungen brandenburgischer Forstleute. 145 Biographien aus drei Jahrhunderten Brandenburgische Lebensbilder, S. 129 ff, Snippet-Ansicht digital: